# Don Barber
Donald Frederick „Don“ Barber (* 2. Dezember 1964 in Victoria, British Columbia) ist ein ehemaliger kanadischer Eishockeyspieler, der im Verlauf seiner aktiven Karriere zwischen 1981 und 1993 unter anderem 126 Spiele für die Minnesota North Stars, Winnipeg Jets, Nordiques de Québec und San Jose Sharks in der National Hockey League auf der Position des rechten Flügelstürmers bestritten hat. Sein Sohn Riley ist ebenfalls professioneller Eishockeyspieler.

## Karriere
Barber spielte zunächst von 1981 bis 1983 in der British Columbia Hockey League bei den Kelowna Buckaroos und von 1983 bis 1984 für die St. Albert Saints in der Alberta Junior Hockey League. Danach wechselte er ans College, wo er von 1984 bis 1988 für die Bowling Green State University auflief. Der rechte Flügelspieler war bereits im NHL Entry Draft 1983 von den Edmonton Oilers in der sechsten Runde an 120. Position ausgewählt worden, doch bevor er jemals ein Spiel für diese bestritt, gaben sie seine Transferrechte im Dezember 1985 zu den Minnesota North Stars ab.
Die North Stars verpflichteten den Kanadier vor der Saison 1988/89 und setzten ihn zu Beginn in der International Hockey League bei den Kalamazoo Wings ein. Im Verlauf der Spielzeit bestritt er aber auch seine ersten Spiele in der NHL für Minnesota. Die folgende Spielzeit verbrachte er ebenfalls sowohl in der NHL aus auch in der IHL. Kurz nach Beginn der Saison 1990/91 transferierten die North Stars Barber zu den Winnipeg Jets, wo er den Rest der Spielzeit blieb. Diese ließen ihn aber auch hauptsächlich bei deren Farmteam in der American Hockey League spielen. In der Saison 1991/92 gelang Barber dann das Kunststück für drei verschiedene NHL-Franchises zu spielen. Nachdem er wie in den Jahren zuvor mit den Winnipeg Jets in die Spielzeit gespartet war, setzten ihn diese im November 1991 auf die Waiver-Liste. Von dort nahmen ihn die Nordiques de Québec unter Vertrag. Für die Nordiques lief er jedoch lediglich zweimal in der NHL auf, ehe sie ihn im März 1992 zu den San Jose Sharks abgaben. Diese schoben ihn in der Saison 1992/93 erneut in die Minor League ab, worauf Barber nach ein paar Spielen seine Karriere beendete.

## Erfolge und Auszeichnungen
- 1988 CCHA All-Tournament Team

## Karrierestatistik
(Legende zur Spielerstatistik: Sp oder GP = absolvierte Spiele; T oder G = erzielte Tore; V oder A = erzielte Assists; Pkt oder Pts = erzielte Scorerpunkte; SM oder PIM = erhaltene Strafminuten; +/− = Plus/Minus-Bilanz; PP = erzielte Überzahltore; SH = erzielte Unterzahltore; GW = erzielte Siegtore; 1 Play-downs/Relegation; Kursiv: Statistik nicht vollständig)